# 蘇打維爾 (內華達州)
蘇打維爾（英語：Sodaville）是位於美國內華達州米納勒爾縣的鬼鎮。

## 歷史
蘇打維爾的郵局於1882年設立，其後於1917年停運。

## 地理
蘇打維爾所處的海拔為高於海平面1418米（即4652英呎），而該地所採用的時區為UTC-8，即太平洋时区（PST）。同時該地設有夏令時間，為UTC-8調快一小時，即UTC-7（PDT）。